# Magdalena Bałazińska
Magdalena Bałazińska, científica informática cuya investigación se centra en base y flujo de datos. Nacida en Polonia y educada en Argelia, Canadá y Estados Unidos, trabaja en la Universidad de Washington, donde dirige la Escuela de Ingeniería y Ciencias de la Computación Paul G. Allen.

## Biografía

### Educación y carrera
Balazinska nació en Polonia. Su familia se mudó a Argelia, donde estudió en una escuela de habla polaca y francesa, y luego a Quebec, Canadá, donde realizó sus estudios universitarios en ingeniería informática en el Escuela Politécnica de Montreal. Completó su doctorado. en ciencias de la computación en 2005 en el Instituto de Tecnología de Massachusetts. Su tesis «Tolerancia a fallos y gestión de carga en un sistema de procesamiento de flujo distribuido» fue supervisada por Hari Balakrishnan.
Se unió a la facultad de la Universidad de Washington en 2006 y se desempeñó en la universidad como Directora del Instituto eScience y Vicerrectora Asociada de Ciencia de Datos antes, en 2019, de ser nombrada directora de la Escuela de Ciencias de la Computación e Ingeniería Paul G. Allen.

## Reconocimiento
El trabajo de Balazinska sobre procesamiento de flujo distribuido tolerante a fallas y sobre reingeniería de clones de software ha ganado premios por su impacto a largo plazo. Fue elegida miembro de ACM en 2019 "por sus contribuciones a sistemas de datos distribuidos escalables".